# Kalifornské léto
Kalifornské léto (v anglickém originále Summerland) je americký televizní seriál vysílaný v letech 2004 až 2005 na síti The WB. V Česku jej vysílala TV Nova.

## Děj
Hlavní hrdinka Ava Gregoryová se po smrti své sestry musí ujmout jejích dětí – Bradina, Nikki a Derricka. S výchovou dětí ale nemá žádné zkušenosti. Zpočátku se snaží napodobovat svou sestru, ale později za pomoci svých přátel a spolubydlících Johnnyho, Jaye a Susannah najde svůj vlastní styl výchovy.

## Obsazení
| Lori Loughlin   | Ava Gregoryová      |
| Shawn Christian | Johnny Durant       |
| Ryan Kwanten    | Jay Robertson       |
| Merrin Dungey   | Susannah Rexfordová |
| Jesse McCartney | Bradin Westerly     |
| Kay Panabaker   | Nikki Westerlyová   |
| Nick Benson     | Derrick Westerly    |
| Zac Efron       | Cameron Bale        |
| Sara Paxtonová  | Sarah               |
| Carmen Electra  | Mona                |